# Тихоокеанско-азиатский чемпионат по кёрлингу среди юниоров 2010
Тихоокеанско-азиатский чемпионат по кёрлингу среди юниоров 2010 проводился в городе Наёро (Япония) с 12 по 16 января 2010 года одновременно для мужских и женских команд. Чемпионат являлся квалификационным турниром для участия в чемпионате мира 2010 (квалифицировались по одной лучшей мужской и женской команде), проводился в 6-й раз.
В мужской части чемпионата принимали участие 5 команд, в женской части — 4 команды (Австралию представляла только мужская команда).
В мужском турнире для участия в чемпионате мира квалифицирована сборная Китая.
В женском турнире для участия в чемпионате мира квалифицирована сборная Китая.

## Формат соревнований
И в мужском, и в женском турнирах команды в одной группе играют между собой по круговой системе в два круга. Команды в группе ранжируются по количеству побед, при одинаковом количестве побед у двух или более команд — по результату встречи между этими командами, если команды претендуют на одно из первых трёх мест в группе (с которого могут выйти во второй этап, плей-офф) — проводится дополнительный матч между этими командами (тай-брейк). Три лучшие команды проходят во второй этап, плей-офф, проводящийся по «неполной» олимпийской системе: команды, занявшие на групповом этапе 2-е и 3-е место, встречаются в полуфинале, победитель полуфинала играет в финале с командой, занявшей на групповом этапе 1-е место.
Все матчи играются в 10 эндов. Время начала матчей указано местное (UTC+9).

## Мужской турнир

### Составы команд
| Команда          | Четвёртый      | Третий         | Второй         | Первый        | Запасной           | Тренер          |
| ---------------- | -------------- | -------------- | -------------- | ------------- | ------------------ | --------------- |
| Австралия        | Maxwell Thomas | Mitchell Frew  | Daniel Ross    | Angus Young   |                    |                 |
| Китай            | Цзи Яньсун     | Huang Jihui    | Ба Дэсинь      | Го Вэньли     | Han Yujun          |                 |
| Новая Зеландия   | Kris Miller    | Mat Weir       | Lachlan Browne | Sam Miller    | Michael Smith      |                 |
| Республика Корея | Ким Джон Мин   | Jang Jin-Yeong | Kim San        | Со Мин Гук    | Kim Woo-Ram-Mi-Roo | Jeong Hong-Seuk |
| Япония           | Юта Мацумура   | Кэйта Сато     | Ёсиро Симидзу  | Hiroaki Ogawa | Юсаку Сибая        |                 |

Скипы выделены полужирным шрифтом